# Мавпи в космосі

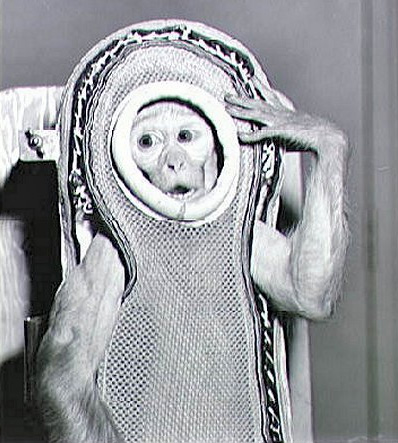
Макак-резус Сем, що здійснив суборбітальний політ на кораблі Літл Джо-2 1959 року, віддає військове вітання

Для вивчення біологічного впливу орбітальних і суборбітальних польотів на живий організм, в космос літали близькі по фізіології до людини мавпи декількох видів: шимпанзе звичайний, макак-резус, макак-крабоєд, звичайна білизна мавпа, свинохвостий макак.
Загалом у космос літало понад тридцять мавп-космонавтів, кожна по одному разу. Мавпи-дублери також проходили повний курс підготовки. У США мавп запускали в космос в 1948—1961, і по одному польоту в 1969 і 1985 роках, у Франції в 1967 році, в Аргентині в 1969—1970, в Радянському Союзі і в Росії в 1983—1996 роки, в Ірані з 2011 року.
Більшість мавп перебували під анестезією до самого приземлення. Тварини вживляли різні датчики в м'язи та сухожилля, за допомогою яких реєструвалися ЕМГ-активність м'язів і рухів. Їм також імплантували електроди в мозок. Більша частина мавп, які брали участь у запусках США в 1940—1950-х роках, загинули під час польотів або незабаром після них. Мавпи, що запускалися в 1980-і роки й пізніше, зазвичай залишалися живі.

## Сполучені Штати
Запуски мавп у США проводилися по лінії ВПС США та НАСА.

### ВПС США

#### Перший етап 1948—1950 роки
Медико-біологічні експерименти проводилися Лабораторією авіаційної медицини ВПС (Air Force Aero Medical Laboratory (AF AML)), використовувалися ракети «Фау-2» (V-2), вивезені з Полігон Пенемюнде полігону Пенемюнде. Всі запуски проводилися на полігоні Уайт-Сендс, штат Нью-Мексико.
| № | РН             | дата запуску         | висота, км | кличка    | примітки                                                                |
| - | -------------- | -------------------- | ---------- | --------- | ----------------------------------------------------------------------- |
| 1 | Фау-2 V-2 (37) | 11 червня 1948 ріка  | 62,4       | Альберт   | Примат помер від ядухи.                                                 |
| 2 | Фау-2 V-2 (47) | 14 червня 1949 ріка  | 133,9      | Альберт-2 | Перший суборбітальний політ. Примат помер (відмова парашутної системи). |
| 3 | Фау-2 V-2 (32) | 16 вересня 1949 ріка | 4,2        | Альберт-3 | Вибух ракети                                                            |
| 4 | Фау-2 V-2 (31) | 8 грудня 1949 ріка   | 130,6      | Альберт-4 | Суборбітальний політ. Примат помер (відмова парашутної системи).        |

#### Другий етап 1951—1952 роки[2]
Медичні експерименти проводили Лабораторія авіаційної медицини ВПС (Air Force Aero Medical Laboratory (AF AML)). Використовувалася дослідницька (геофізична) ракета «Аеробі» (Aerobee RTV-A-1), що знаходиться на озброєнні ВПС, всі запуски проводилися зі стартового комплексу LC A на базі ВПС США Холломан (Holloman AFB), штат Нью-Мексико.
| № | РН          | дата запуску         | висота, км | кличка      | примітки                                   |
| - | ----------- | -------------------- | ---------- | ----------- | ------------------------------------------ |
| 1 | Аеробі (12) | 18 квітня 1951 ріка  | 61,2       | Альберт-5   | Примат помер (відмова парашутної системи). |
| 2 | Аеробі (19) | 20 вересня 1951 ріка | 70,8       | Йорік       | Перший суборбітальний успішний політ.      |
| 3 | Аеробі (26) | 21 травня 1952 ріка  | 61         | Пет та Майк | Успішний політ.                            |

#### Третій етап 1958—1959 роки[4]
Експерименти проводилися фахівцями Медичної служби армії США (Army Medical Service) у співпраці з лікарями ВМС США та Школи авіаційної медицини ВПС (USAF Schools of Aviation Medicine). Для польотів використовувалася балістична ракета середнього радіуса дії (Intermediate Range Ballistic Missile (IRBM)) «Юпітер-IRBM-AM» (Jupiter), що запускалася зі стартового комплексу VLF26 з космодрому ВПС США на мисі Канаверал.
28 травня 1959 ріка на борту ракети Юпітер АМ-18, запущеної з мису Канаверал, Ейбл (Able), макак-резус, і саймірі Міс Бейкер (Baker) стали першими мавпами, що благополучно повернулися на Землю після подорожі в космос (політ був суборбітальним з висотою понад 50 миль). Вони летіли зі швидкістю, що перевищує 16000 км/год і витримали перевантаження в 38g (373 м/с²). Ейбл невдовзі після приземлення загинула: коли лікарі знімали з неї вживлені датчики, вона винесла анестезії. Бейкер дожила до 1984 року і померла у віці 27 років. Вона похована на території Космічного та ракетного Центру США в Ханствіллі, Алабама. Ейбл же збережена і тепер демонструється в Національному музеї повітроплавання та космосу Смітсонівського інституту. Їх імена були взяті з фонетичного алфавіту.
| № | РН             | дата запуску        | висота, км | кличка        | примітки                                                                   |
| - | -------------- | ------------------- | ---------- | ------------- | -------------------------------------------------------------------------- |
| 1 | Юпітер-AM (13) | 13 грудня 1958 ріка | 500        | Гордо         | Суборбітальний політ. Після приводнення капсула втопилася, примат загинув. |
| 2 | Юпітер-AM (18) | 28 травня 1959 ріка | 483        | Ейбл і Бейкер | Суборбітальний успішний політ.                                             |

#### Четвертий етап 1961 рік[6]
Експерименти проводилися під керуванням ВПС США. Для польотів використовувалася модифікація РН Атлас Е, запускалася зі стартового комплексу LC13 з мису Канаверал
| № | РН            | дата запуску           | висота, км | кличка  | примітки                                                               |
| - | ------------- | ---------------------- | ---------- | ------- | ---------------------------------------------------------------------- |
| 1 | Атлас Е (32Е) | 10 листопада 1961 ріка | 10         | Голіаф  | Аварія на 15-й секунді польоту, вибух на 35-й секунді. Примат загинув. |
| 2 | Атлас Е (36Е) | 20 грудня 1961 ріка    | 1,8        | Скетбек | Випробування (САС), після приводнения капсула не виявлено.             |

### НАСА
У 1959 році, Сем, макак-резус, в рамках програми «Меркурій» полетів у космос на кораблі «Little Joe 2» на висоту 53 милі. Міс Сем, також макак-резус, літала в космос в 1960 на кораблі «Little Joe 1B», хоча піднялася лише на висоту 8 миль (14 км) для відпрацювання екстрених процедур. Шимпанзе звичайні Хем і Енос також літали в рамках програми «Меркурій». Мавпа, на ім'я Бонні, запущена в 1969 році, відчула себе на орбіті погано і після повернення на Землю загинула.
| № | супутник            | дата запуску           | висота, км | кличка  | підсумок польоту                     |
| - | ------------------- | ---------------------- | ---------- | ------- | ------------------------------------ |
| 1 | Літл Джо-2          | 4 грудня 1959 ріка     | 85         | Сем     | Суборбітальний успішний політ.       |
| 2 | Літл Джо-1B         | 21 січня 1960 ріка     | 14         | міс Сем | Успішний політ.                      |
| 3 | Меркурій-Юпітер-2   | 1-й кв. 1960 ріка      |            |         | Політ скасовано.                     |
| 4 | Меркурій-Редстоун-2 | 31 січня 1961 ріка     | 251        | Хем     | Суборбітальний успішний політ.       |
| 5 | Меркурій-Атлас-5    | 29 листопада 1961 ріка | 237        | Енос    | Перший орбітальний успішний політ.   |
| 6 | Біосупутник-3       | 29 червня 1969 ріка    | 240        | Бонні   | Орбітальний політ тривалістю 9 днів. |

## Франція
Франція запустила свинохвостий макак свинохвостого макака, на ім'я Мартін (фр. Martine) на ракеті «Vesta» 7 березня 1967 року та іншого, на ім'я П'єрет (фр. Pierette) 13 березня. Ці суборбітальні польоти досягли висот 243 км (150 миль) і 234 км (145 миль) відповідно. Мартін став першою мавпою, яка не належала до гомінідів, яка прожила більше, ніж пару днів після польоту, який, за міжнародним визначенням, вважається таким, що виходить за кордон космічного простору.

## Аргентина

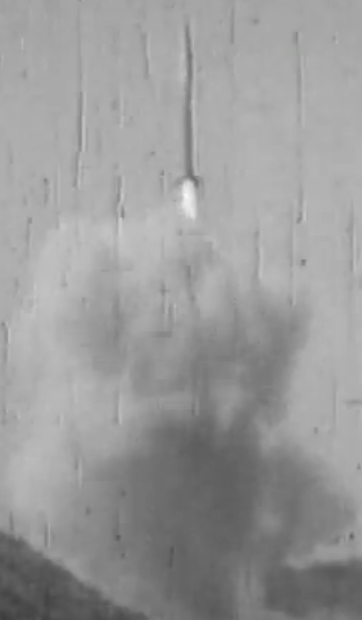
Старт ракети Canopus II 23 грудня 1969 з Хуаном на борту

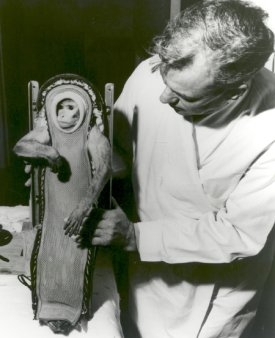
Хуан

23 грудня 1969 ріка в рамках програми «Операція „Різдво“» (ісп. Operación Navidad), мавпа виду капуцин-фавн на прізвисько Хуан (ісп. Juan) піднялася на двоступеневий суборбітальній ракеті Canopus II (Rigel 04) на висоту 60 кілометрів, після чого успішно приземлилася.
1 лютого 1970 рік⁣, а на ракеті X-1 Panther полетіла мавпа жіночої статі того ж виду. Вона досягла висоти більшої, ніж Хуан, але загинула в результаті аварії на капсулі, що спускається.

## СРСР / Росія
В рамках супутникової програми Біон (космічний апарат) у космос літали кілька видів Макак-резус Макак-резусів. Примати були вихованцями Науково-дослідний інститут експериментальної патології та терапії, НДІ ЕПіТ, пізніше — Науково-дослідний інститут медичної приматології НДІ МП. Імена мавп-космонавтів починаються послідовно з кожної літери російського алфавіту.
1. Абрек і Біон — політ на «Космосі-1514» з 14 грудня 1983 по 20 грудня 1983 року.
2. Вірний і Гордий — політ на «Космосі-1667» з 10 липня 1985 ріка по 17 липня 1985 року.
3. Дрьома і Єроша — політ на «Космосі-1887» з 29 вересня 1987 по 12 жовтня 1987. Після повернення з космосу, Дрьому відвідав Фідель Кастро.
4. Жаконя і Забіяка — політ на «Космосі-2044» з 15 вересня 1989 ріка по 28 вересня 1989 року. Жаконя та Забіяка поставили рекорд серед мавп, провівши у космічному польоті 13 днів та 17 годин.
5. Іваша і Крош — політ на «Космосі-2229» (Біон-10) з 29 грудня 1992 року по 7 січня 1993 року. Шістнадцятирічний Крош, пройшовши післяпольотну реабілітацію Землі, зробив потомство.
6. Лапік і Мультик — політ на «Біон-11» з 24 грудня 1996 року по 7 січня 1997 року. Мультик помер невдовзі після приземлення, після чого продовження програми було вирішено скасувати.

## Іран
Наприкінці вересня 2011 року Іран запустив мавпу в суборбітальний 20-хвилинний політ до висоти 120 км на ракеті «Кавошгар-5», але мавпа загинула в результаті аварії. Іранські ЗМІ про цей невдалий запуск не повідомили так само як і про наступний 8 вересня 2012 ріка, коли, за заявою заступника міністра науки країни М. Мехдінеджада-Нурі, "всі очікувані цілі пуску не були досягнуті ", що очевидно означає аварію.
28 січня 2013 іранські ЗМІ повідомили, що макак-резус на прізвисько Пішґам (до здійснення польоту — Афтаб) була відправлена в космос і благополучно повернулася на землю на борту суборбітальної ракети Пішґам, досягнувши висоти 120 кілометрів. Це був перший успішний запуск примату в космос в Ірані, який як велике досягнення широко висвітлювався у тому числі за участю президента Ахмадінеджад.
14 грудня Іран вдруге відправив мавпу у суборбітальний політ. За повідомленням агентства IRNA, примат на прізвисько Фаргам провів на висоті 120 кілометрів близько 15 хвилин. Вперше було випробувано ракету-носій з рідким паливом.